# Station Ince and Elton
Ince and Elton is een spoorwegstation van National Rail in Cheshire West and Chester in Engeland. Het station is eigendom van Network Rail en wordt beheerd door Northern Rail. 